# Замок О'Браєн-тауер

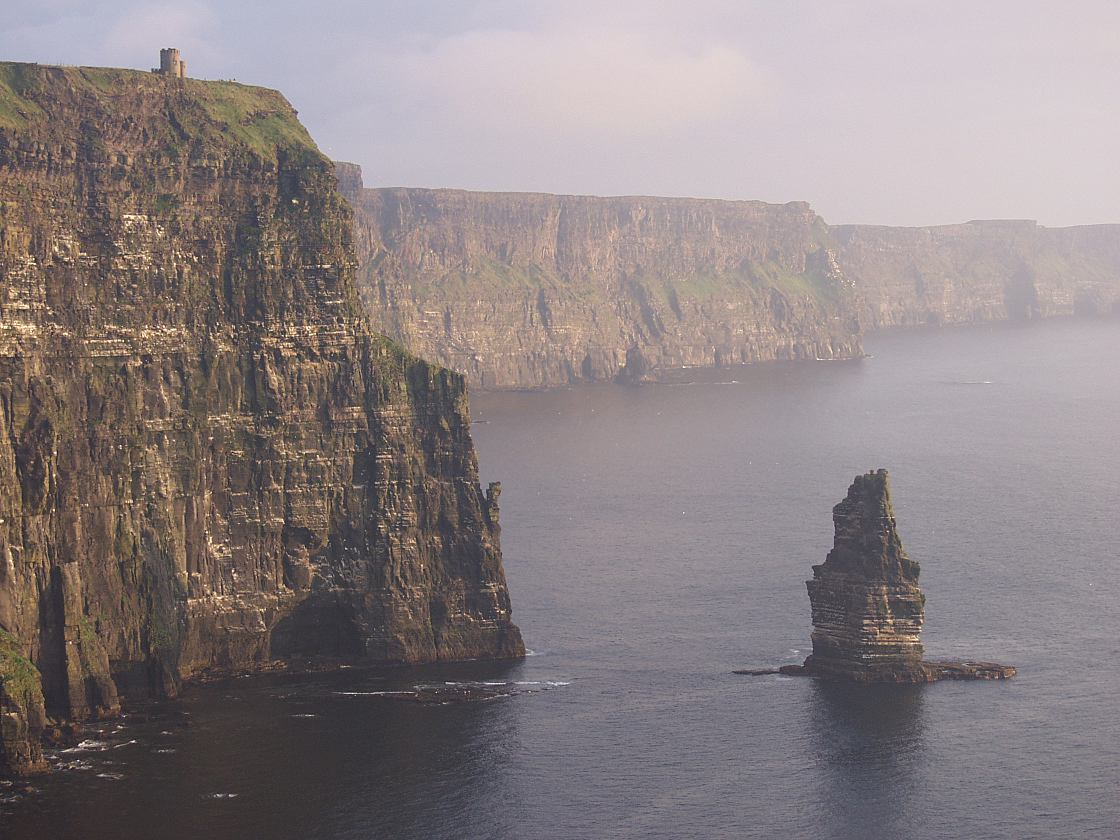
Скелі Мохер і замок О'Браєн-тауер.

Замок О'Браєн-тавер (англ. O'Brien's Tower) — башта О'Браєнів — один із замків Ірландії, розташований у графстві Клер на найвищій точці скель Мохер. Популярність скель Мохер  серед туристів зумовлює й популярність замку Башта О'Браєнів. Найближчі населені пункти до замку — селища Дулін та Лісканнор.

## Історія замку О'Браєн-тавер
Замок О'Браєн-тавер був побудований у 1835 році місцевим землевласником, депутатом парламенту Сполученого Королівства Великої Британії та Ірландії — Корнеліусом О'Браєном — для туристів вікторіанської доби, що часто відвідували ці місця в той час. Деякий час він служив свого роду «чайним будиночком». Зберігся великий круглий стіл та залізні крісла для тих вікторіанських чаювань. Згідно з однією версією замок було побудувано для того, щоби справити враження на жінок, до яких О'Браєн залицявся. У ясний день із вершини замку відкривається вид на величезну територію — видно скелі Луп Гед (скелі Голова Петлі), гори Керрі, па півночі в ясні дні видно далекі гори Дванадцять Вершин у регіоні Коннемара, а далеко в морі можна побачити острови Аран.